# ديفيد ديكوتو
ديفيد ديكوتو (David DeCoteau) هو منتج ومخرج كندي - أمريكي من مواليد 5 يناير 1962.

## أعماله
من أعماله فيلم غضب الدب الأشيب.